# Giuliano Carmignola
Giuliano Carmignola (Treviso, 7 luglio 1951) è un violinista italiano, considerato uno dei più grandi violinisti in attività soprattutto per il repertorio barocco e classico.

## Biografia
Nato a Treviso, ha studiato con il padre e con Luigi Ferro al Conservatorio "Benedetto Marcello" di Venezia. Successivamente si è perfezionato con Nathan Milstein, con Franco Gulli all'Accademia Musicale Chigiana di Siena e con Henryk Szeryng al Conservatorio di Ginevra.
Nel 1971 ha vinto il Concorso biennale "Città di Vittorio Veneto" e nel 1973 è stato premiato al Premio Paganini (quinto classificato).
Inizia la carriera come solista collaborando con direttori d'orchestra quali Claudio Abbado, Eliahu Inbal, Peter Maag e Giuseppe Sinopoli esibendosi nelle più prestigiose sale da concerto.  Collabora poi tra gli altri con Umberto Benedetti Michelangeli, Daniele Gatti, Christopher Hogwood, Trevor Pinnock, Frans Brüggen, Giovanni Antonini e Ottavio Dantone. Tra i colleghi con cui ha spesso diviso il palcoscenico spiccano solisti quali Mario Brunello e Viktoria Mullova.
Significativa è stata la sua collaborazione con i Virtuosi di Roma negli anni '70 (subentrò al suo maestro Luigi Ferro) e in seguito con i Solisti Veneti.
Dal 1978 al 1985 è primo violino dell'orchestra del Teatro La Fenice di Venezia, interrompendo per un periodo l'attività solistica.
L'incontro con i Sonatori de la Gioiosa Marca di Andrea Marcon lo spinge a riprendere l'attività concertistica e segna una svolta decisiva nella sua carriera. In questo periodo, infatti, Carmignola si avvicina alla prassi esecutiva storicamente informata, iniziando ad affermarsi come uno dei più apprezzati interpreti del repertorio sei-settecentesco sulla scena internazionale. La collaborazione con Marcon prosegue poi con la Venice Baroque Orchestra. Un'altra collaborazione importante è stata quella con l'Orchestra Mozart di Claudio Abbado, che si è concretizzata anche in varie (premiate) incisioni discografiche. Più recenti invece le collaborazioni con l'Orchestre des Champs-Élysées, il Concerto Köln e la Kammerorchester Basel, il Giardino Armonico e l'Academy of Ancient Music.
Ha insegnato al Conservatorio di Venezia, all'Accademia Musicale Chigiana di Siena e alla Hochschule Luzern.
Suona lo Stradivari "Baillot" del 1732, di proprietà della Fondazione Cassa di Risparmio di Bologna, concessogli in prestito per il suo impegno con l'Orchestra Mozart. Suona inoltre un Pietro Guarneri del 1733 e un Giovanni Guidanti del 1739.

## Discografia
Giuliano Carmignola ha inciso per etichette importanti come Erato, Divox Antiqua, Sony, Harmonia Mundi, Deutsche Grammophon (con cui ha un contratto di esclusiva) e Archiv Produktion. I suoi album hanno ottenuto numerosi e importanti riconoscimenti come Diapason D'Or, Choc di Le Monde de la Musique, ECHO Preis.

### Discografia parziale
- 2000 – Vivaldi: Concerti della Natura - Sonatori de la Gioiosa Marca (Erato)
- 2000 – Vivaldi: The Four Seasons - Venice Baroque Orchestra/Andrea Marcon (Sony Classical)
- 2001 – Vivaldi: Late Violin Concertos - Venice Baroque Orchestra/Andrea Marcon (Sony Classical)
- 2001 – Bach, Weiss: Music for lute, violin and cello - Lutz Kirchhof/Francesco Galligioni (Sony Classical)
- 2002 – Late Vivaldi Concertos - Venice Baroque Orchestra/Andrea Marcon (Sony Classical)
- 2002 – Bach Arias - Venice Baroque Orchestra/Andrea Marcon/Angelika Kirchschlager (Sony Classical)
- 2002 – Bach: Sonatas for violin and harpsichord - Andrea Marcon (Sony Classical)
- 2002 – Locatelli: Violin Concertos - Venice Baroque Orchestra/Andrea Marcon (Sony Classical) (
- 2005 – Concerto Veneziano - Venice Baroque Orchestra/Andrea Marcon (Archiv Produktion)
- 2006 – Vivaldi: Violin Concertos - Venice Baroque Orchestra/Andrea Marcon (Archiv Produktion)
- 2008 – Mozart: The Violin Concertos, Sinfonia Concertante - Orchestra Mozart/Claudio Abbado/Danusha Waskiewicz (Archiv Produktion)
- 2008 – Vivaldi: Concertos for 2 violins - Venice Baroque Orchestra/Andrea Marcon/Viktoria Mullova (Archiv Produktion)
- 2009 – Concerto Italiano - Venice Baroque Orchestra/Andrea Marcon (Archiv Produktion)
- 2009 – Pergolesi: Violin Concerto - Orchestra Mozart/Claudio Abbado (Archiv Produktion)
- 2011 – Bach: Brandenburg Concertos - Orchestra Mozart/Claudio Abbado (Deutsche Grammophon)
- 2012 – Haydn: Violin Concertos - Orchestre des Champs-Élysées/Alessandro Moccia (Archiv Produktion)
- 2013 – Vivaldi con moto - Accademia Bizantina/Ottavio Dantone (Archiv Produktion)
- 2013 – Bach: Violin Concertos - Concerto Köln/Mayumi Hirasaki (Archiv Produktion)
- 2015 – Beethoven: Triple Concerto - Sol Gabetta, Dejan Lazić, Kammerorchester Basel/Giovanni Antonini (Sony Classical)
- 2016 – Vivaldi: Concertos for 2 violins - Gli Incogniti/Amandine Beyer (Harmonia Mundi)
- 2018 – Bach: Sonatas and Partitas (Deutsche Grammophon)
- 2020 – Bach & Vivaldi: Double Concertos for Violin & Cello Piccolo - Mario Brunell, Accademia dell'Annunciata/Riccardo Doni (Arcana)
- 2022 – Bach: 6 Suites a Violoncello Solo senza Basso (Arcana)
- 2023 – Vivaldi: The Three Seasons of Antonio Vivaldi - Accademia dell`Annunciata/Riccardo Doni (Arcana)

## Onorificenze
- Accademico dell'Accademia Nazionale di Santa Cecilia di Roma
- Accademico della Regia Accademia Filarmonica di Bologna